# Johann Praetorius (Pädagoge)
Johann Praetorius (auch Prätorius; * 23. Mai 1594 in Magdeburg; † 1. Oktober 1656 in Quedlinburg) war ein deutscher Pädagoge.

## Leben
Praetorius war der Sohn des kaiserlich gekrönten Poeten Georg Prätorius und dessen Frau Magaretha, der Tochter des Joachim Martens. Er besuchte die Schule in Magdeburg unter der Leitung des Rektors Georg Rollenhagens. 1612 wechselte er an das Gymnasium Halle (Saale), wo Johannes Aeschard (1574–1643) Rektor der Einrichtung war, und ging danach an das Reußische Gymnasium in Gera, das unter der Leitung des Rektors Hippolyt Hubmeier (1576–1637) stand. Am 20. April 1615 nahm er an der Universität Leipzig ein Studium auf. Hier hörte er Philosophie bei M. Valentin Hartung, Mathematik bei Philipp Müller, Logik bei Heinrich Höpfner und Theologie bei Christoph Wilhelm Walpurger (1579–1631).
So ausgebildet erwarb er sich am 25. Januar 1620 den akademischen Grad eines Magisters der Philosophie und ging noch im selben Jahr als Rektor der Schule nach Quedlinburg, was er bis zu seinem Lebensende blieb. Er schrieb eine Oratio de re scholastica bene constituenda. Nachdem er sich jahrelang mit den Folgen einer Skorbuterkrankung herumgeschlagen hatte, starb er an einem Schlaganfall. Sein Leichnam wurde am 23. Oktober in der St. Benedikt Kirche in Quedlinburg beigesetzt.

## Familie
Praetorius war zwei Mal verheiratet. Seine erste Ehe schloss er 26. April 1624 mit Anna, der Tochter des Michael Bertram. Aus der zwei Jahre währenden Ehe ist die Tochter Dorothea Sophia (verh. mit Bürger und Bäcker Quedlinburg Martin Döring) bekannt. Seine zweite Ehe ging er am 3. Dezember 1628 mit Anna Catharina, der Tochter Superintendenten und Hofpredigers in Quedlinburg Andreas Leopold (1548–1611) ein. Aus jener Ehe stammen zwei Söhne und vier Töchter. Ein Sohn verstarb frühzeitig. Der zweite Sohn Johann Praetorius wurde ebenfalls ein geachteter Pädagoge und Musiker. Von den Töchtern ist Anna Magarethe, Justina, Dorothea und Marie bekannt.